# Treehouse of Horror XVI
«Treehouse of Horror XVI» (с англ. — «Домик ужасов на дереве 16») — четвёртая серия семнадцатого сезона мультсериала «Симпсоны». Премьера эпизода состоялась 6 ноября 2005 года. Как и всякий хэллоуинский спецвыпуск, не является «каноническим» и состоит из трёх частей.

## Сюжет
В заставке, используя луч акселератора (несмотря на страхи, что «ткань самой вселенной может разрушиться!»), Кэнг надеется ускорить бейсбольный матч, чтобы передать премьеру Симпсонов, но заканчивает тем, что разрушил вселенную. Кодос сердится на Канга, и тот вешает записку с надписью «Treehouse of Horror XVI».

### B.I.: Bartificial Intelligence
(с англ. — «Искусственный Барт»)
Барт в коме, после попытки выпрыгнуть из окна в бассейн Сельмы и Пэтти. Чтобы смириться с потерей мальчика, семья берёт автоматизированного ребёнка по имени Дэвид, который быстро оказывается хорошим сыном. Дэвид может сделать мороженое носом, сделать плюшевого медведя из штанов.
Позже Барт выходит из комы. Он сбегает из больницы и конкурирует против Дэвида за привязанность семьи. Однако Барт брошен на дороге Гомером (который полагает, что Дэвид — сын лучше, чем Барт), но Барт находит группу старых роботов. Он крадёт их части и становится киборгом, в конце он возвращается домой и разрезает Дэвида на половины, но случайно также разрезает Гомера наполовину. Хотя семья теперь вместе снова, у Гомера вместо собственных ног ноги Дэвида, которые разломались на кусочки из-за его веса, к гневу Гомера…
Всё это оказывается сном Гомера, к которому приходит священник, чтобы выселить духа из Гомера.

### Survival of the Fattest
(с англ. — «Выживание жирнейшего»)
Мужчины Спрингфилда приезжают в особняк мистера Бёрнса, чтобы отправиться на охоту. Сами того не зная, они оказываются добычей, на которую будет охотиться Бернс. Охоту показывает по телевизору, и Мардж, смотрящая из дома, утверждает, что должна была знать, что что-то произойдёт, видя новую программу телепередач, которая показала телешоу, где Бёрнс и Смитерс охотятся на Гомера. Гомеру удаётся пережить ночь, в то время как его друзья убиты, но Бернс приближается к нему утром. Так, как он собирается быть застреленным, Бернс и Смитерс оба избиты сковородами Мардж, которая тогда ударила Гомера в голову из-за не пребывания домой в течение восемнадцати часов.
Полный список участников охоты:
- Гомер — единственный выживший из жертв.
- Мардж — спасает Гомера, ударив мистера Бёрнса и Смитерса сковородками по голове.
- Мистер Бёрнс — потерял сознание после удара сковородкой.
- Смитерс — потерял сознание после удара сковородкой.
- Барни — умирает, когда Гомер пытается залезть на дерево, но потом Гомер его трупом пытается отвлечь мистера Бёрнса.
- Карл — остался вместе с последними 6 жертвами, убитыми пулемётом с самолёта, последний убитый персонаж.
- Ленни — остался вместе с последними 6 жертвами, убитыми пулемётом с самолёта, убит четвёртым из них.
- Дьюи Ларго — остался вместе с последними 6 жертвами, убитыми пулемётом с самолёта, убит третьим из них.
- Садовник Вилли — остался вместе с последними 6 жертвами, убитыми пулемётом с самолёта, убит вторым из них.
- Сайдшоу Мел — остался вместе с последними 6 жертвами, убитыми пулемётом с самолёта, убит первым из них.
- Профессор Фринк — умирает, когда Гомер пытается залезть на дерево, позже Гомер съедает его труп.
- Мо — умирает, когда Гомер пытается залезть на дерево, падает на флюгер, и на него падает труп шефа Виггама.
- Кент Брокман — умирает, когда Гомер пытается залезть на дерево.
- Кирк — умирает, когда Гомер пытается залезть на дерево.
- Скиннер — умирает, когда Гомер пытается залезть на дерево.
- Лу — умирает, когда Гомер пытается залезть на дерево.
- Ник Ривьера — умирает, когда Гомер пытается залезть на дерево.
- Доктор Хибберт — умирает, когда Гомер пытается залезть на дерево.
- Капитан МакКалистер — умирает, когда Гомер пытается залезть на дерево.
- Шеф Виггам — умирает, когда Гомер пытается залезть на дерево.
- Отто — умирает, когда Гомер пытается залезть на дерево.
- Красти — четвёртая жертва, после убийства мистер Бёрнс стреляет в него ещё несколько раз.
- Апу — третья жертва, сидит в кустах, его замечает Бёрнс и убивает, тот перерождается в кролика и умирает, попадая в капкан.
- Синеволосый Адвокат — вторая жертва, пишет разрешение мистеру Бёрнсу и тот его убивает, убит ещё в здании.
- Продавец Комиксов — первая жертва, отказывается бежать и его убивают, убит ещё в здании.

### I’ve Grown a Costume on Your Face
(с англ. — «Главное, чтобы костюмчик сидел»)
Граждане Спрингфилда оделись в платья и костюмы для хэллоуинского соревнования костюмов. Доктор Хибберт занял второе место, а победителем на первом месте становится странная старая ведьма. Когда ведьме дают премию, её спрашивают, кто она на самом деле, и ведьма отвечает, что она настоящая ведьма. В результате её награду отнимают, потому что она не в костюме. В гневе она превращает всех в их костюмы и далеко улетает на метле. Единственным человеком, который может вернуть всё назад, является Мэгги, которая была одета ведьмой, и стала ей в результате.
Половина горожан хочет быть возвращена в нормальное состояние, включая человека-шмеля, который был превращён в гигантскую пчёлу, которая пристаёт к Неду Фландерсу, превращённому в цветок. Семья стала несчастной; Лиза была превращена в Альберта Эйнштейна, Мардж стала скелетом, а Гомер — безголовым призраком.
Остающиеся горожане не хотят возвращать свой прежний вид, потому что им и так хорошо из-за превращения; Барт стал оборотнем, Милхаус теперь бульдозер, у Мо теперь есть женщины благодаря костюму Хью Хефнера, и Сайдшоу Мел, который стал человеком-пауком.
Мэгги превращает всех в соски, включая Денниса Родмена, Кенга и Кодоса. Серия заканчивается кратким объявлением коммунального обслуживания о взрослой неграмотности, представленной Деннисом Родменом.
Полный список костюмов спрингфилдцев:
- Ганс Молман — крот (без костюма)
- Гомер — безголовый призрак
- Мардж — скелет
- Барт — оборотень
- Лиза — Альберт Эйнштейн
- Мэгги — ведьма
- Барни — Франкенштейн[1]
- Диско Стю — человек со стрелой в голове
- Профессор Фринк — неандерталец
- Джереми Питерсон — Железный Дровосек
- Пэти и Сельма — полулошади (выглядят как кентавры)
- Дед Симпсон — горилла
- Джаспер — Страшила Мудрый[1]
- Престарелый еврей — его брат Ирвинг
- Карл — мумия
- Ленни — заключённый
- Сайдшоу Мел — человек-паук
- Нельсон — енот (говорит, что он одинокий рейнджер)
- Куимби — гамбургер
- Доктор Хибберт — чёрный дракула (Мэр Куимби назвал костюм «Чернакула»)[1]
- Капитан МакКалистер — Посейдон
- Эдди и Лу — мушкетёры
- Кент Брокман — пират
- Апу — R2-D2[1]
- Гил Гундерсон — привидение
- Скиннер — игрушечный солдатик
- Мартин — Оберон
- Садовник Вилли — спрей от насекомых
- Милхаус — бульдозер
- Кирк — цирковой силач
- Шерри и Терри — Траляля и Труляля
- Луиджи Ризотто — розовый торт
- Шеф Виггам — рекламный персонаж
- Мо — Хью Хефнер
- Нед Фландерс — цветок
- Человек-шмель — пчела
- Эдна Крабаппл — ящерица
- Агнес Скиннер — Малышка Бо-Пип
- Клетус — отец-основатель

## Культурные отсылки
- Первая часть — пародия на фильм «Искусственный разум»[2].
- Вторая часть — пародия на фильм «Самая опасная игра», снятый по повести Ричарда Конелла[2].
- Название третьей части — пародия на песню «I’ve Grown A Costume On Your Face» из мюзикла Моя прекрасная леди[2].
- Третья часть — пародия на фильм «Хэллоуин 3: Время ведьм».
- В титрах Эл Джин написал своё имя как «Эл „Гриффины“ Джин», что является отсылкой к мультсериалу «Гриффины»[2].
- В заставке у Бога на руках по пять пальцев, а на ногах по четыре пальца[2].
- В серии во второй раз показано лицо Бога. В первый раз оно было показано в серии «Alone Again, Natura-Diddily».
- В серии сказано, что у Кэнга и Кодоса есть секретарь по имени Дороти[2].